# Mimoza llastica
Mimoza llastica – albański krótkometrażowy film fabularny z roku 1973 w reżyserii Xhanfise Keko, na podstawie powieści Miłość Mimozy Nasho Jorgaqiego.

## Opis fabuły
Bohaterką filmu jest mała Mimoza, uparta i rozpieszczona, której babka spełnia wszystkie zachcianki wnuczki. Mimoza nie chce się bawić z innymi dziećmi, niszczy zabawki i zniechęca znajomych babki do  odwiedzania ich domu. Odizolowana od kolegów i koleżanek spędza coraz więcej czasu w towarzystwie lalek. Dopiero murarz, pracujący na budowie sąsiadującej z domem Mimozy uświadamia jej, aby była bardziej otwarta na innych i bardziej wyrozumiała. Mimoza rozumie swój błąd i powraca do swoich koleżanek.
Film realizowano w Tiranie.

## Obsada
- Zhaklina Dhimojani jako Mimoza
- Ahmet Pasha jako ojciec Mimozy
- Violeta Manushi jako babka Mimozy
- Teuta Doçi jako Sava
- Ema Shteto jako Leti
- Anila Kardhashi jako Eva
- Elona Dilo
- Ilir Grezda
- Silvana Banja
- Pavlina Mani
- Olizana Pasko
- Rudina Pema
- Teuta Profi
- Ilia Shyti